# Amsterdam-West
West is een stadsdeel van de gemeente Amsterdam in de Nederlandse provincie Noord-Holland. Dit stadsdeel werd ingesteld in 2010 en is een samenvoeging van de vroegere stadsdelen Oud-West, Westerpark, De Baarsjes en Bos en Lommer. Sinds 1 januari 2015 is van Westpoort het gedeelte ten oosten van de A10 (Ringweg Amsterdam) toegevoegd aan Stadsdeel West.
Gemeten naar inwonertal is West het tweede stadsdeel in omvang, na Nieuw-West. Qua oppervlakte is West het op een na kleinste stadsdeel, na Centrum. Dit maakt dat West de hoogste bevolkingsdichtheid heeft van de gemeente Amsterdam. De drukste buurt is de Staatsliedenbuurt, gevolgd door de Van Lennepbuurt en Overtoomse Sluis.

## Geschiedenis
West omvat voornamelijk het vooroorlogse (voor 1940) deel van Amsterdam dat ten westen van de Singelgracht ligt. Tot 1858 was de stad omsloten door een wal, met aan de westzijde toegangen in de Haarlemmerpoort, de Zaagpoort en de Raampoort. Hierbuiten lag vooral boerenland, maar ook, langs de Kostverlorenvaart, de "molenwijk". Vanaf de 17e eeuw stonden hier tientallen industriële molens, met name zaagmolens, waar het hout werd gezaagd voor de scheepsbouw op de werven aan het IJ.
In 1636 verhuisde het pesthuis van de oorspronkelijke locatie in de binnenstad naar de Overtoomse Vaart, buiten de stadspoorten. Pestlijders werden met de "pestschuit" via de Pestsloot (de huidige Bosboom Toussaintstraat naar het pesthuis gebracht. Later kwam er een dolhuis bij, en het geheel groeide uit tot het Buitengasthuis, later Wilhelmina Gasthuis.
Het gebied ten westen van de Kwakerspoel en ten oosten van de Lange Bleekerssloot, de huidige De Clerqstraat, werd door Amsterdam bestemd voor bedrijvigheid en industrie, onder meer textielbedrijven en blekerijen. Gelijktijdig met het besluit van de grote stadsuitbreiding in 1613 werd besloten ook alle brandgevaarlijke industrie naar dit gebied te verplaatsen.
De bouw van de westelijke stadsuitbreidingen begon in het laatste kwart van de 19e eeuw, met de aanneming door de gemeenteraad van het plan-Kalff. Dat voorzag in de afbraak van de molens en de bouw van de Spaarndammerbuurt, Zeeheldenbuurt (ten dele), Staatsliedenbuurt, Frederik Hendrikbuurt, Kinkerbuurt en de buurten bij de Overtoom. Deze buurten vormden tussen 1990 en 2010 de stadsdelen Westerpark en Oud-West.
Tussen 1920 en 1940 kwamen nieuwe stadsuitbreidingen op het grondgebied van de vroegere gemeente Sloten (NH) tot stand. Dit zijn onder andere de Admiralenbuurt, Plan West (omgeving Mercatorplein), omgeving Surinameplein en de Hoofddorppleinbuurt. Van 1990 tot 2010 vormden deze buurten het stadsdeel De Baarsjes. De Hoofddorppleinbuurt maakt sinds 1990 deel uit van stadsdeel Zuid.
Ten noorden hiervan werd in de jaren dertig en veertig Bos en Lommer gebouwd, tussen 1990 en 2010 stadsdeel Bos en Lommer.
In maart 2007 werd Bos en Lommer aangewezen als een probleemwijk (Zie: De 40 wijken van Vogelaar), waardoor het extra aandacht en geld zal ontvangen.
Uiteindelijk zijn de volgende buurten door de gemeente Amsterdam aangewezen: Bos en Lommer (Oud Bos en Lommer en de Kolenkitbuurt, De Baarsjes). In februari 2009 bleek dat de Kolenkitbuurt door voormalig minister Ella Vogelaar is aangewezen als ergste probleemwijk van Nederland.

## Buurten en wijken
- Admiralenbuurt
- Bellamybuurt
- Borgerbuurt
- Centrale Markthallen
- Chassébuurt
- Cremerbuurt
- Da Costabuurt
- Erasmusparkbuurt
- Frederik Hendrikbuurt
- Gibraltarbuurt
- Gulden Winckelbuurt

- Helmersbuurt
- Houthaven
- Jan Maijenbuurt
- Kinkerbuurt (Bellamybuurt, Borgerbuurt en Da Costabuurt)
- Kolenkitbuurt
- Kop van Jut
- De Krommert
- Laan van Spartaan
- Landlust
- Mercatorbuurt

- Overtoombuurt (Cremerbuurt, Helmersbuurt en Vondelparkbuurt)
- Postjesbuurt
- Robert Scottbuurt
- Spaarndammerbuurt
- Staatsliedenbuurt
- Trompbuurt
- Vondelparkbuurt
- Waterwijk
- Zeeheldenbuurt

Voorts liggen nog het Westerpark en de volkstuinen bij Sloterdijk binnen dit stadsdeel. Ook het dorp Sloterdijk behoort tot het stadsdeel West.

## Bestuur
Het stadsdeel Amsterdam-West werd van 2010 tot 2014 bestuurd door een stadsdeelraad. In 2014 zijn de deelraden opgeheven en wordt het bestuur gevormd door een bestuurscommissie. De verkiezing hiervan is gelijktijdig met de gemeenteraadsverkiezing gehouden.

### Uitslag verkiezingen West 2010
| Deelraadszetels | Deelraadszetels | Deelraadszetels |
| --------------- | --------------- | --------------- |
| Partij          | 2010            |                 |
| PvdA            | 8               |                 |
| GL              | 7               |                 |
| D66             | 5               |                 |
| VVD             | 5               |                 |
| SP              | 3               |                 |
| De Groenen      | 1               |                 |
| Totaal          | 29              |                 |

De onderstreepte getallen vormen de hieruit onderhandelde bestuursmeerderheid. Wethouders waren Martien Kuitenbrouwer (PvdA, stadsdeelvoorzitter), Godfried Lambriex (PvdA), Hetty Welschen (GroenLinks), Dirk de Jager (GroenLinks) en Abdeluheb Choho (D66).
Op 16 april 2011 is de coalitie met D66 beëindigd, PvdA en GroenLinks gingen samen verder.

### Uitslag van de bestuurscommissieverkiezingen West
| Bestuurscommissieleden | Bestuurscommissieleden | Bestuurscommissieleden |
| ---------------------- | ---------------------- | ---------------------- |
| Partij                 | 2014                   |                        |
|                        |                        |                        |
| D66                    | 4                      |                        |
| PvdA                   | 3                      |                        |
| GL                     | 3                      |                        |
| SP                     | 2                      |                        |
| VVD                    | 2                      |                        |
| Piratenpartij          | 1                      |                        |
|                        |                        |                        |
| Totaal                 | 15                     |                        |

De onderstreepte getallen vormen de hieruit onderhandelde bestuursmeerderheid. Hoewel Piet Rietman lijsttrekker van D66 was, werd partijgenoot Gerolf Bouwmeester stadsdeelvoorzitter. De andere leden van het dagelijks bestuur zijn Jeroen van Berkel (PvdA) en Fenna Ulichki (GroenLinks).

### Uitslag van de stadsdeelcommissieverkiezingen West
| Stadsdeelcommissieleden | Stadsdeelcommissieleden | Stadsdeelcommissieleden |
| ----------------------- | ----------------------- | ----------------------- |
| Partij                  | 2018                    |                         |
|                         |                         |                         |
| GL                      | 5                       |                         |
| D66                     | 4                       |                         |
| PvdA                    | 3                       |                         |
| DENK                    | 1                       |                         |
| VVD                     | 1                       |                         |
|                         |                         |                         |
| Totaal                  | 14                      |                         |